# Anders Roslund
Nils Anders Micael Roslund assina como Anders Roslund (1 de janeiro de 1961, Jönköping) é uma escritor de romance policial e jornalista sueco. Ele já foi publicado em 36 idiomas.

## Biografia
Com Börge Hellström, escreveu vários best-sellers do New York Times, com vendas superiores a cinco milhões de exemplares, incluindo Tre Sekunder (em Portugal: Três Segundos), que serviu de inspiração para o filme The Informer (2019) O Informador (título em Portugal) ou O Informante (título no Brasil).
Como editor-chefe da Sveriges Television, ele fundou o programa diário The Cultural News. Por muitos anos ele também trabalhou como repórter de notícias, se especializando em problemas criminais e sociais.

## Prêmios
Ele já foi galardoado com o CWA International Dagger, The Glass Key e o Prêmio da Academia Sueca de Escritores de Policiais, entre outros.

### Ewert Grens
1. Odjuret (2004) (com Börge Hellström) no Brasil: A Besta (Planeta, 2009)
2. Box 21 (2005) (com Börge Hellström) no Brasil: Box 21 (Planeta, 2010)
3. Edward Finnigans upprättelse (2006) (com Börge Hellström) no Brasil: Redenção (Planeta, 2011)
4. Flickan under gatan (2007) (com Börge Hellström)
5. Tre sekunder (2009) (com Börge Hellström) em Portugal: Três Segundos (Planeta Booket, 2014)
6. Två soldater (2012) (com Börge Hellström)
7. Tre minuter (2016) (com Börge Hellström)
8. Tre Timmar (2018)
9. Jamåhonleva (2019) em Portugal: A Aniversariante (Porto Editora, 2020)
10. Sovsågott (2020) em Portugal: Bons Sonhos (Porto Editora, 2022)
11. Litapåmig (2021)
12. 100 procent (2022)

### Björndansen
- Björndansen (2014) (com Stefan Thunberg) em Portugal: O Pai (Planeta, 2016)
- En bror att dö för (2017) (com Stefan Thunberg)

## Adaptações

### Filme
- The Informer (2019) O Informador (título em Portugal) ou O Informante (título no Brasil) baseado no livro Tre Sekunder (2009)(wikipedia em inglês).[4]

### Séries
- Box 21 (2020)
- Cell 8 (2022)